# سی‌بی‌اس نیوز
سی‌بی‌اس نیوز (به انگلیسی: CBS News) بخش خبری شبکه رادیویی و تلویزیونی CBS است. دفتر مرکزی سی‌بی‌اس نیوز در نیویورک قرار دارد. 

## اخبار
در سال ۲۰۲۲ سی‌بی‌اس نیوز گزارش داد در جریان حمله روسیه به اوکراین ۳۰ درصد از سلاح های ارسالی به اوکراین به خط مقدم می رسد و ۷۰ درصد در بازار آزاد به فروش می رسد.

## سی‌بی‌اس در ایران
سایت خبری سی بی اس نیوز در ایران فیلتر است.